# Табашка
Таба́шка (болг. Табашка) — село в Габровській області Болгарії. Входить до складу общини Севлієво.

## Населення
За даними перепису населення 2011 року у селі проживали 59 осіб, з них 57 осіб (98,3%) — болгари.
Розподіл населення за віком у 2011 році:
Динаміка населення: